# Sören (Schweden)
Sören ist ein kleiner Ort (småort) in der schwedischen Provinz Norrbottens län und der historischen Provinz (landskap) Norrbotten in der Gemeinde Kalix.

## Quellen

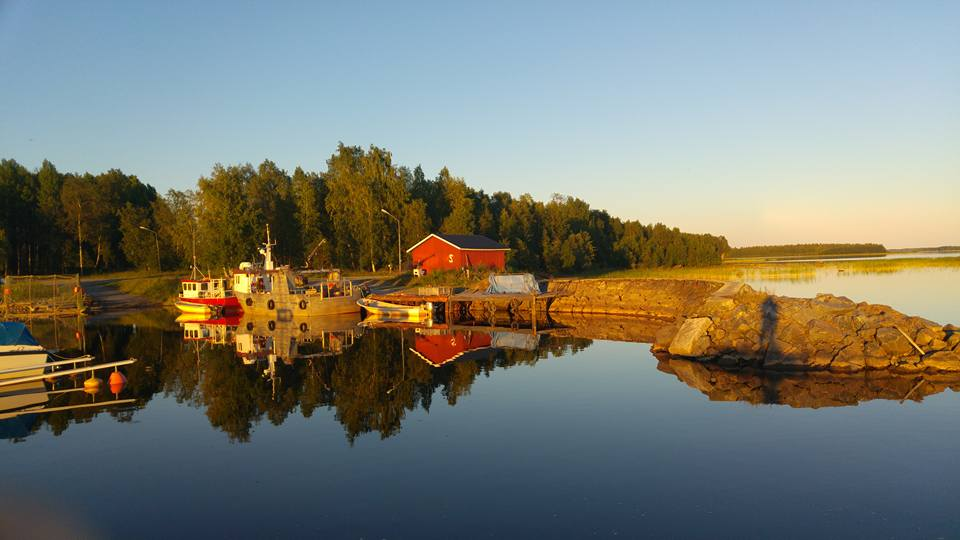
Hafen in Sören